# پرکونوزی
پرکونوزی (به صربی: Prekonozi) یک منطقهٔ مسکونی در صربستان است که در الکسیناتس واقع شده‌است. پرکونوزی ۱۷۳ نفر جمعیت دارد.